# El Morabet
El Morabet (el terme té el seu origen en com es designava al musulmà que feia vida semblant a la dels ermitans), situat al pla de Marxuquera, al costat de la carretera d'Albaida, al municipi de Gandia, a la comarca de La Safor, al País Valencià. Està catalogat com bé d'interès cultural, segons consta a la Direcció General de Patrimoni cultural de la Conselleria de Turisme, Cultura i Esport de la Generalitat Valenciana, amb número d'anotació ministerial RI-51-0004719 i data de disposició 11 d'octubre de 1982.

## Descripció historicoartística
Es tracta d'una construcció insòlita, de difícil datació, tot i que atenent a la fàbrica i tipus de construcció, podria ser del segle xvii.
A 1962, en un manuscrit d'Antonio Sancho Santamaría, es fa una de les primeres referències escrites de l'edifici i es diu que recorda als "morabitos norteafricanos". Més tard, a 1970, en un article de l'historiador José Camarena, publicat al diari Ciutat, s'esmenta també aquesta singular construcció, amb la denominació de morabet. I així es coneix popularment l'edifici.
Aquest controvertit edifici presenta planta cilíndrica (de dues plantes comunicades entre si per una escala), coberta amb una volta de maçoneria d'uns 7 metres de diàmetre i una alçada total de 6 metres, rematada en una petita llanterna. A la planta superior presenta una obertura en el costat est. A la part baixa hi ha la porta d'accés i finestres de petites dimensions a manera d'espitlleres. Presentava una mena d'emmurallament per un segon recinte en forma de corona, que es pensa havia d'estar cobert coincidint amb la base de la volta, ja que apareixen buits i osques en què havien recolzar les biguetes de la coberta. L'accés a aquest espai es realitza a través d'una porta d'arc carpanel rebaixat.
Es va construir còdols gruixuts, pedra trossejada per la volta, i maó a les portes i finestres. Se sap que a curta distància, uns 100 metres existir un edifici de similars característiques, més petit i amb una sola alçada, tot i que no hi ha restes actualment.
L'edifici és actualment propietat de l'Ajuntament de Gandia, que va iniciar un projecte de restauració, el qual va donar lloc a una nova hipòtesi sobre l'origen i ús del monument. L'equip d'arqueòlegs que va realitzar un primer estudi, Juan Cardona (director del Museu Arqueològic de Gandia) i Paco Blay, deslligà que seria un edifici de l'època islàmica a la ciutat i va confirmar la data de construcció és al segle xvii. Per a aquests arqueòlegs, amb tota probabilitat l'edifici va ser concebut per ser un punt de transferència de gel, que es transportava des de les neveres que recollien la neu a les muntanyes. Allà s'emmagatzemava per proveir a la ciutat. Segons els experts podria ser l'única « nevera de transferència de gel » de la qual es té constància al País Valencià. Malgrat això, els arqueòlegs autors de l'estudi consideren que les dades de llur estudi no són fermes, sinó que obren una nova hipòtesi, per tant qüestionable. Llur investigació segueix la línia sobre l'origen de l'edifici basada en els topònims locals de la zona, coneguda popularment com La Nevasca, per referències en l'entorn, com el camí de La Nevera, i en dades topogràfiques, se sap que des de l'època medieval es comercialitzava el gel de les muntanyes de la Falconera, la qual cosa, unit a les dades extretes de l'excavació arqueològica, va portar als arqueòlegs a plantejar aquesta nova hipòtesi. Es tractaria per tant d'un dipòsit intermedi entre el lloc de producció del gel i de consum. Però no hi ha consens entre especialistes, ja que entre d'altres, Jorge Cruz, especialista valencià en el comerç de la neu i les instal·lacions, posa en dubte aquesta línia d'interpretació, ja que l'edifici no presenta un pou o cava per recollir gel, que és típic en totes les instal·lacions d'aquestes característiques.